# Seymour Johnson Air Force Base

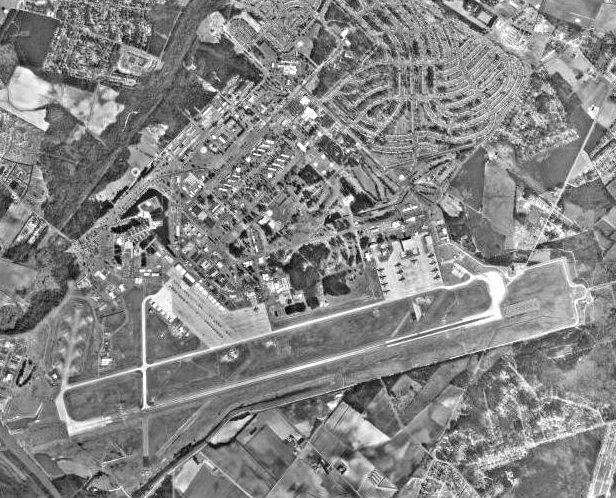
Satellitbild från 1993.

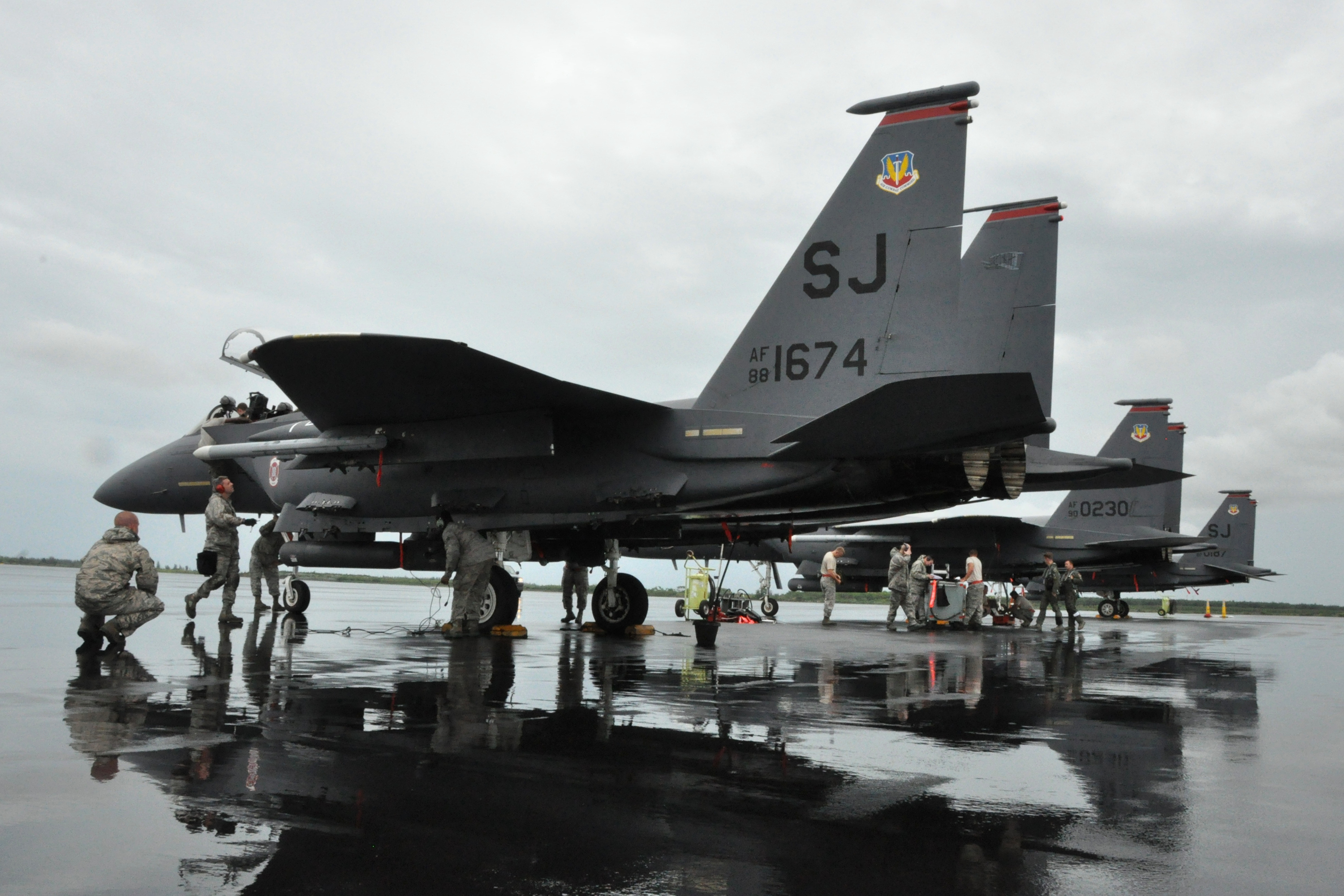
Klargöring av tre F-15E Strike Eagle från 4th Fighter Wing vid Seymour Johnson Air Force Base.

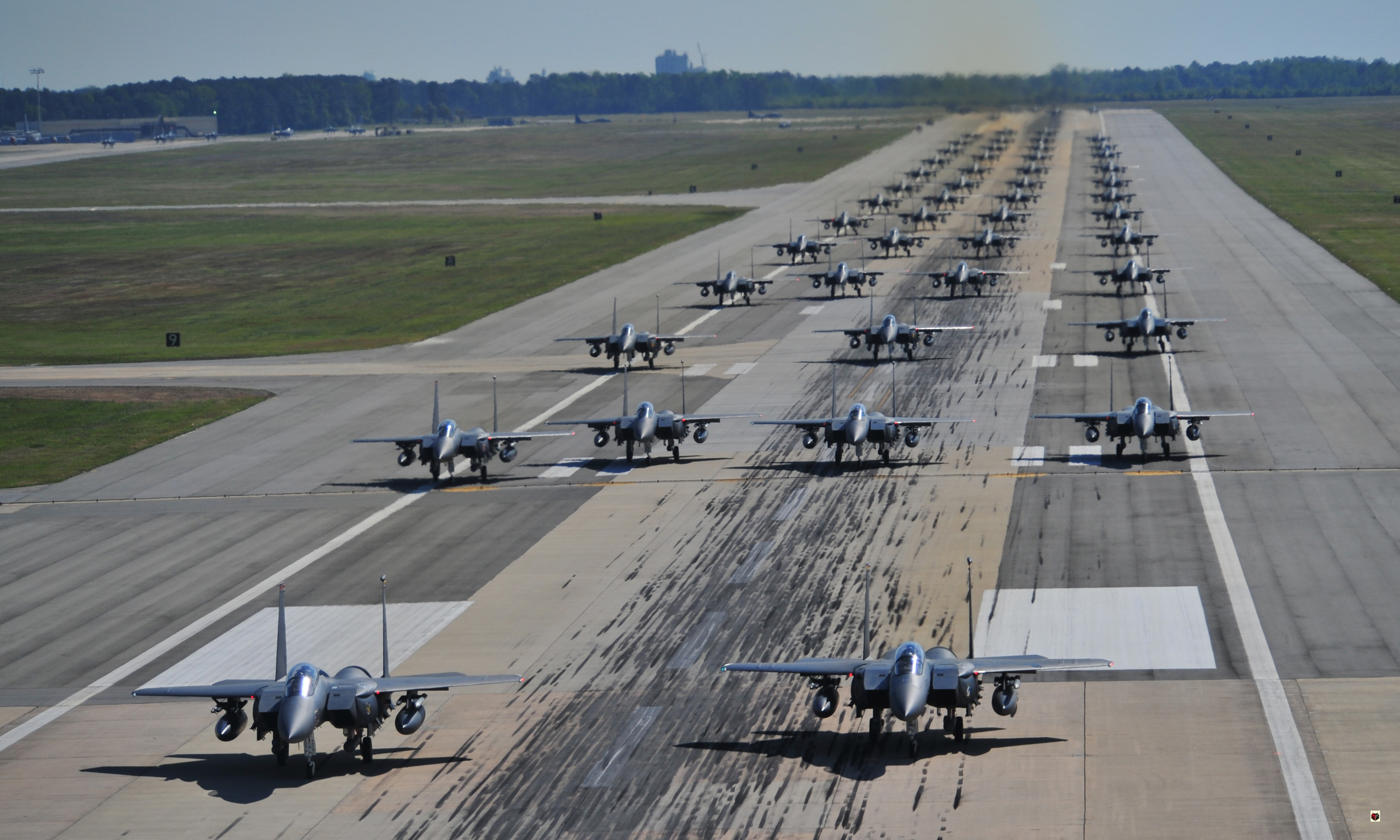
70 stycken F-15E Strike Eagle i en "elephant walk" på rullbanan, 16 april 2012.

Seymour Johnson Air Force Base (förkortning: Seymour Johnson AFB) är en militär flygplats (IATA: GSB, ICAO: KGSB, FAA LID: KGSB) tillhörande USA:s flygvapen i staden Goldsboro som är belägen i delstaten North Carolina.
Flygbasen är uppkallad efter kapten Seymour A. Johnson (1904-1941), bördig från Goldsboro, marinflygare och testpilot i USA:s flotta som omkom i en flygolycka i Norbeck, Maryland. Seymour Johnson Air Force Base är den enda flygbasen i USA:s flygvapen som är uppkallad efter en marinflygare.

## Bakgrund
Basen öppnades 1942 under andra världskriget som en tillfällig anläggning för utbildning av markpersonal i United States Army Air Forces och 1946 stängdes den. Efter en framgångsrik lobbyingkampanj av Goldboros borgmästare öppnades den åter 1956 som en helt nybyggd anläggning som kom att husera både stridsflyg inom Tactical Air Command och bombfly från Strategic Air Command.
23 januari 1961 kraschade en B-52 utanför Goldsboro med kärnvapen ombord. En av bomberna med en laddning 260 gånger kraftigare än de som släpptes över Hiroshima och Nagasaki hindrades från detonation av en enda säkerhetsbrytare visade dokument som journalisten Eric Schlosser begärde ut under Freedom of Information Act.

## Verksamhet
4th Fighter Wing (4 FW) som ingår i Air Combat Command och Fifteenth Air Force är flygbasens värdförband och har funnits där sedan 1957. Flottiljen flyger med 95 stycken F-15E Strike Eagle fördelat på 4 skvadroner. Därutöver tillkommer även markpersonal och stödverksamheter. Vidare finns på flygbasen reservförbandet 307th Fighter Squadron som är associerad med 4 FW och flyger samma flygplanstyp och som därför med enkelhet kan förstärka det vid insatser.
Ett annat reservförband på Seymour Johnson AFB är 916th Air Refueling Wing som flyger med tankflygplanen KC-46 Pegasus och KC-135 Stratotanker.
| Vapensköld | Namn                   | Förkortning | Smeknamn           | Flygplanstyp       | Not |
|            | 4th Fighter Wing       | 4 FW        | -                  | (se nedan)         |     |
|            | 333rd Fighter Squadron | 333rd FS    | Lancers / Jousters | F-15E Strike Eagle |     |
|            | 334th Fighter Squadron | 334th FS    | Eagles             | F-15E Strike Eagle |     |
|            | 335th Fighter Squadron | 335th FS    | Chiefs             | F-15E Strike Eagle |     |
|            | 336th Fighter Squadron | 336th FS    | Rocketeers         | F-15E Strike Eagle |     |